# Brian Flynn
Brian Flynn (12 d'octubre de 1955) és un exfutbolista gal·lès de la dècada de 1970 i entrenador.
Fou 66 cops internacional amb la selecció de Gal·les. Pel que fa a clubs, defensà els colors de Burnley FC i Leeds United FC com a principals clubs. També jugà a Cardiff City FC.
Fou entrenador de Wrexham entre 1989 i 2001. A continuació fou entrenador de Swansea City AFC.